# Tornón
Tornón es una parroquia española del concejo de Villaviciosa, en Asturias. En 2020 contaba con una población de 199 habitantes (INE, 2020).
Está situada a cuatro km de la capital del concejo, Villaviciosa. Limita al norte con las parroquias de San Martín del Mar y Selorio, al sur con la de Carda, al oeste con la de Bedriñana y al este con la de Miravalles.
La parroquia está delimitada principalmente por cursos de agua, como es el caso de la Ría de Villaviciosa que sirve de límite con San Martín del Mar y Bedriñana, del arroyo de Miyares (riega d' Miares) con Carda, el río Sebrayo con Selorio y del pequeño arroyo del Infierno (riega L' Infiernu) con Miravalles. Esta última y Carda también cuentan con límites no marcados por agua, siendo el caso más curioso la aldea de Agüelle en la que algunas casas pertenecen a Tornón y otras a Miravalles.  
El origen del nombre “Tornón” podría venir de la palabra asturiana “torna”, que es “un trozo de terreno en una tierra de labor que por hallarse junto al seto no puede ararse en la misma dirección que el resto”, de cual derivan palabras como torniello, “predio rústico”, o tornu, con significado similar a estaca o palo de madera. Este matiz de significado se debe a que durante el siglo XVII la palabra torna adquiere también el significado de “lado, orilla”.   
Por la parroquia pasa un tramo del Camino de Santiago del Norte o de la Costa, contando además con albergue para peregrinos en El Fresnu.   
Una parte considerable de la superficie de Tornón se compone de "porreos" o humedales, que son terrenos semi-inundados en función de las crecidas de la Ria de Villaviciosa. Estos porreos forman parte de la Reserva Natural Parcial de la Ria de Villaviciosa por lo que cuentan con una protección especial que impide la construcción de viviendas o el uso agrícola, aunque este último estuvo permitido, pero, debido a varias filtraciones de agua a los terrenos sumado a las presiones de grupos conservacionistas, el Gobierno del Principado decidió dejar que se derrumbasen algunas secciones de los diques de contención que frenaban las crecidas de la Ria, lo que hizo inviable la actividad ganadera. Esta apertura generó polémica debido a la ejecución de la misma, dado que no se retiraron todos los diques ni los cercamientos (estacas y alambradas), los cuales dificultan la vida a la fauna de la zona. Hay un plan en marcha del Gobierno del Principado de Asturias para la restauración definitiva de este área.       

## Localidades
La parroquia está formada por las siguientes poblaciones:
- La Alegría (L'Alegría), caserío
- La Cuesta, casería
- Los Faroles, casería
- El Fresno (El Fresnu), casería
- Moreda, caserío
- Muslera (Musllera), aldea
- Onón, aldea
- Pando (Pandu), aldea
- La Rionda, caserío
- El Sello (El Sellu), lugar
- La Sienra, casería
- Valdaces, caserío
- Villar, aldea
- Villaverde (La Venta Villaverde), caserío
- La Enciena, casería
- La Pica del Ero (La Picaleru), caserío
- La Regona, casería
- Los Salgares, casería
- Los Viñones, casería
- La Llinariega, caserío
- El Patio (El Patiu)*, caserío
- Agüelle**, aldea

*Pertenece parcialmente a Tornón, dado que el arroyo de Miyares lo atraviesa. La parte de Tornón también se la conoce como "El Porreu". 
**Pertenece parcialmente a Tornón. El núcleo rural de Agüelle pertenece a Miravalles, pero hay 3 casas fuera de este que pertenecen a Tornón, situadas a una mayor altitud que el núcleo de Agüelle. 
En cuanto a la categorización de casería, caserío o aldea, este depende del número de casas y de la población de las mismas, siendo una casería similar a una masía o hacienda, es decir, una casa individual alejada de otras poblaciones que suele contar con establos y fincas alrededor de la misma. El caserío se considera a un pequeño conjunto de casas y la aldea es similar al caserío pero de mayor tamaño. Hay que destacar que estas denominaciones, salvo aldea, no se usan en la práctica, prefiriéndose el uso de "barrio" para referirse a estas pequeñas poblaciones. Es de destacar el caso de El Sellu, el cual era un barrio que fue demolido por la construcción de la Autovía del Cantábrico (A-8).       

## Demografía
| Gráfica de evolución demográfica de Tornón entre 2000 y 2020       |
|                                                                    |
| Población de derecho (2000-2020) según el padrón municipal del INE |

Además, según los mismos datos del INE (2023), el 10% de la población de Tornón tiene menos de 14 años, y el 30% tiene más de 65. Respecto a su distribución por sexos, es prácticamente del 50% para cada uno. Las aldeas de Muslera, Pandu y Onón son las que más población concentran.  
La cifra de residentes varía a la largo del año debido a que en algunos barrios frecuentan las segundas viviendas y alojamientos turísticos, por lo que en los meses de verano se maximiza la población residente. 
La parroquia de Tornón cuenta con dos agrupaciones vecinales, como son la Asociación de Vecinos de Tornón, fundada en 1996 y con sede en la Escuela Rural de Onón, dedicada a tratar los asuntos de interés de los vecinos, como el estado de los caminos, organización de actividades, reclamaciones al ayuntamiento etc. La otra agrupación es la Comisión de fiestas de Tornón, con sede en la iglesia de San Cosme, que es la encargada de organizar las fiestas de la parroquia, además de colaborar en otros eventos o actividades.  
La fiesta parroquial de Tornón es un evento festivo que se realiza habitualmente el primer fin de semana de septiembre en la iglesia de San Cosme y prados colindantes. Suele incluir la actuación de un grupo musical, fuegos artificiales, juegos infantiles etc. Por diferentes motivos, desde 2016 no se había vuelto a organizar este evento pero en 2025 volverá a retomarse gracias a la nueva Comisión de Fiestas.  
Relacionado con lo anterior y centrándonos en el deporte en Tornón, en las fiestas parroquiales hasta 2016 se realizaba en el campo de fútbol de San Cosme una carrera de cintas de caballos. Actualmente los únicos eventos deportivos que realizan en esta parroquia son por un lado, el Rally Costa Cantábrica, una prueba de regularidad de vehículos clásicos que uno de sus múltiples tramos pasa por Tornón, y desde 2024 un torneo de fútbol amateur en el campo de fútbol de San Cosme. Lo organiza el equipo de fútbol amateur de la parroquia, el Inter de Tornón.   

## Patrimonio
- Iglesia de San Cosme.[3]
- Escuela Rural de Onón.
- Capilla de San Nicolás.
- Fuente y Lavadero de Pandu.
- Molín de marea de La Enciena.
- Campo de fútbol de San Cosme.